# Cuevas de Mumbwa
 Las cuevas de Mumbwa son un sitio arqueológico en Zambia. El sitio ha producido artefactos que datan del Mesolítico, el Neolítico y la Edad del Hierro. Las cuevas son una fuente de depósitos estratificados in situ con restos de fauna y humanos. Mumbwa, con sus estructuras interiores, demuestra la complejidad de las habilidades de comportamiento de las personas del Mesolítico. La selección de materias primas junto con características como el uso de hogares sugieren que la que habitaba las cuevas de Mumbwa era una población moderna en sus comportamientos. El estudio y la excavación de las cuevas de Mumbwa están ayudando a llenar los vacíos en la prehistoria del Pleistoceno tardío del sur de África central.

## Excavaciones
Macrae, 1926; Clark, 1942; Savage, 1983. En 1931, Dart y Del Grande excavaron las cuevas y descubrieron depósitos basales intactos que se usaron para datar el sitio. En 1993, Lawrence Barham reunió un equipo representado por la Comisión de Conservación del Patrimonio Nacional de Zambia, el Museo Livingstone y las Universidades de Bristol y Oxford para evaluar la extensión de los depósitos basales intactos descubiertos por Dart y Del Grande.

## Artefactos
En 1994 se recuperaron 62.614 restos líticos. 3.171 del depósito de la Edad del Hierro, 16.939 de la Edad de Piedra Tardía y 40.060 de la alta Edad de Piedra Media. Se han observado varios patrones generales a partir de estos artefactos. Es evidente que existen patrones dentro de las materias primas utilizadas, la manipulación de manuports y la producción de herramientas óseas. Se han encontrado hogares y cortavientos en Mumbwa y son evidencia de la aparición de comportamientos complejos de la Edad de Piedra Media de las personas del pasado de Mumbwa. Los cortavientos se curvan lejos del túnel y protegerían a los ocupantes de la cueva y sus hogares de los vientos del este al oeste. La microfauna encontrada en el sitio indica condiciones secas en el momento de la ocupación.

## Características
Hay dos clases principales de características que se pueden encontrar en el sitio de Mumbwa Caves. Los hogares y los cortavientos son dos características distintivas de la Edad de Piedra Media de Mumbwa. Los hogares que se encuentran en las áreas I y II tienen bordes de piedra que consisten en bloques de dolomita y material transportado desde el paisaje local, incluyendo adoquines de cuarzo, filita, arenisca y adoquines de hematita. El Área I contiene uno de los cortavientos mejor conservados de las Cuevas de Mumbwa. Se distingue por un arco semicircular de cenizas, sedimentos, restos de cuarzo y huesos de animales.